# Cerveja Nastro Azzurro

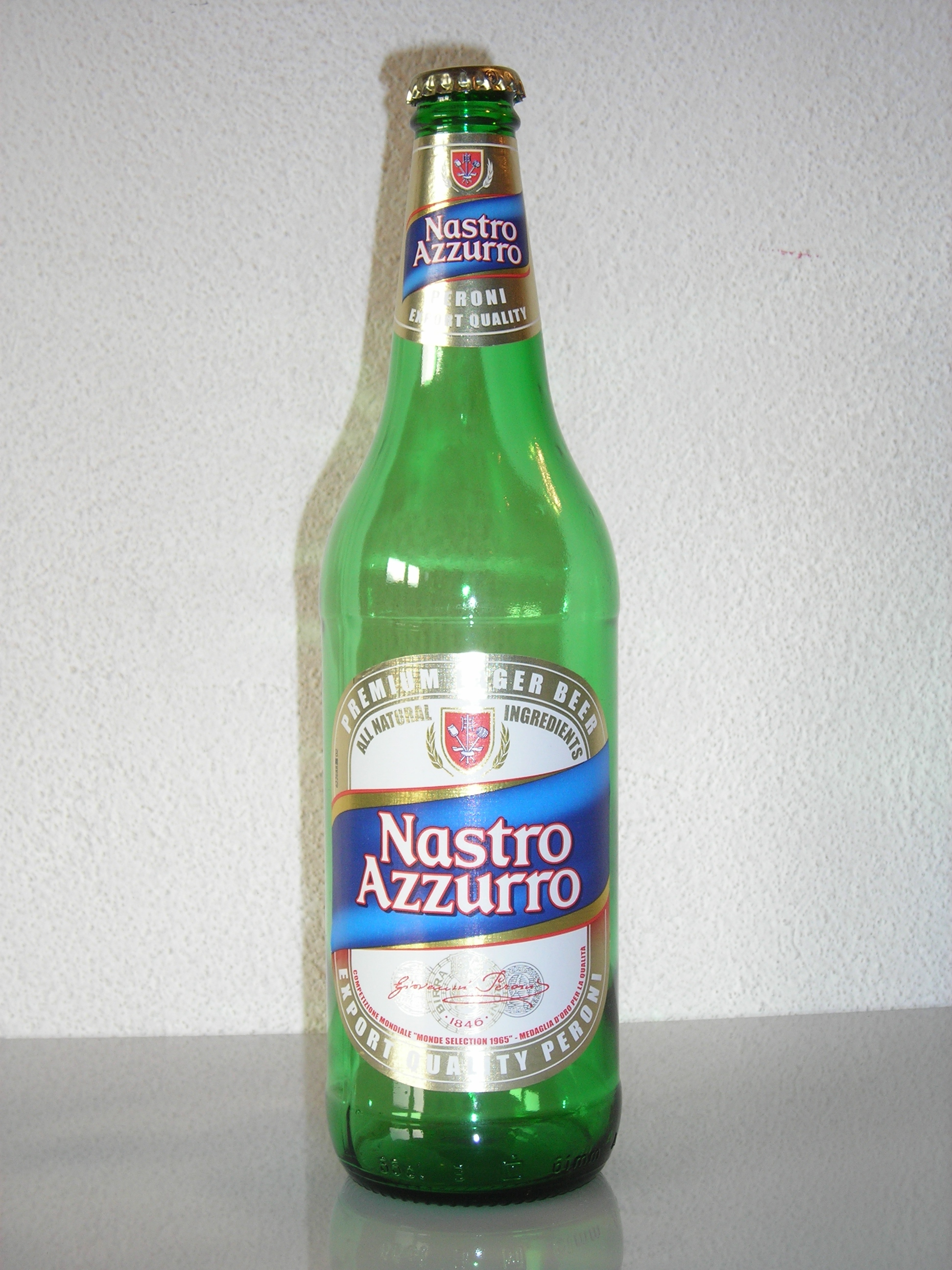
Cerveja Nastro Azzurro

A Cerveja Nastro Azzurro é uma cerveja Premium Pilsener italiana produzida desde o início dos anos 60' pela Cerveja Peroni de Roma. O gosto é o típico de uma pilsener  com um leve toque frutado e de lúpulo bem envelhecido. A seu teor alcoólico é de 5,1% vol.
A cerveja teve o seu nome em homenagem ao transatlântico italiano Rex que em 1933 conseguiu conquistar o prêmio Nastro Azzurro.
A marca Nastro Azzurro foi patrocinadora do famoso piloto de MotoGP, Valentino Rossi.

## Ligações Externas
- Site Oficial